# Acantoma della guaina pilare
L'acantoma della guaina pilare è un tumore annessiale benigno dell'infundibolo follicolare o dell'istmo.

## Storia
Questo tumore è stato descritto per la prima volta nel 1978.

## Epidemiologia
È un tumore molto raro che colpisce prevalentemente adulti e anziani. Uomini e donne ne sono ugualmente affetti.

## Istologia
È costituito da una proliferazione di cellule della guaina pilifera esterna formanti lobuli che circondano spazi cistici. Le aree centrali dei lobuli contengono spesso cellule dal citoplasma chiaro mentre quelle più esterne mostrano un aspetto a palizzata.

## Clinica
Si presenta come un nodulo singolo color carne o brunastro, dal diametro di 3–5 mm con un poro centrale. Si localizza quasi esclusivamente nell'area sovralabiale, raramente alle guance, labbro inferiore e in regione retroauricolare.

## Diagnosi
La diagnosi necessita di un esame istopatologico post-biopsia escissionale.

## Trattamento
La lesione viene solitamente rimossa tramite biopsia per confermare la diagnosi e per motivi estetici.

## Prognosi
Si tratta di una lesione benigna.